# Ojalada
La Ojalada es una raza ovina autóctona española originaria de Castilla y León, y se distribuye geográficamente por las provincias de Soria, Segovia y Salamanca. Está incluida en el Catálogo Oficial de Razas de Ganado de España del Ministerio de Agricultura, Pesca y Alimentación con la catalogación de raza en peligro de extinción, como la mayor parte de razas ovinas autóctonas de España. Su carne está incluida en la IGP Lechazo de Castilla y León.
Comparte ancestros con las razas ojinegra de Teruel, xisqueta y montesina, con las que a menudo se confunde, pero conforman razas diferentes. También es conocida por los nombres de churra soriana, cuca, ojaleada, serrana y ojinegra, aunque el Catálogo Oficial de Razas no reconoce ninguna de esas otras denominaciones.

## Historia
Pertenece al tronco ibérico de los ovinos españoles, cuyo representante ancestral es el ovis aries ibericus. Con la finalidad de mejorar la raza, en 1928 los recién creados Campos Agropecuarios Comarcales adquirieron animales selectos para la creación de un rebaño formado por 200 ovejas de vientre en San Esteban de Gormaz, trabajo que retomó en 1978 la Diputación Provincial de Soria. A pesar de su antigüedad, no fue reconocida oficialmente como raza hasta 1979, catalogada como raza de fomento en el Catálogo Oficial de Razas de Ganado. Ese mismo año la raza es adscrita al tronco ibérico, como descendiente del carnero salvaje europeo muflón a través del ovis aries studeri, cuyas hembras están desprovistas de cuernos.
En 1980 se constituyó la Asociación de Criadores de Ganado Ovino Selecto de Raza Ojalada (ANCRO), y en la actualización del catálogo oficial de razas autóctonas de 1997 abandonó su estatus de raza de fomento y pasó al grupo de razas de protección especial. Debido a que el censo en pureza de la raza estaba en retroceso, y con ello el patrimonio genético en peligro, la Consejería de Agricultura y Ganadería de la Junta de Castilla y León creó el libro genealógico de la raza en el año 1999, gestionado inicialmente por el propio departamento. Con la nueva organización de la clasificación de razas de la actualización del Catálogo Oficial en 2008 desapareció la categoría de razas de protección especial, y la ojalada pasó a formar parte del grupo renombrado razas en peligro de extinción. Ese mismo año la Consejería de Agricultura cedió la gestión del libro genealógico a ANCRO.
En 2012 la Junta de Castilla y León aprobó el programa de difusión de la mejora de la raza, y un año después actualizó la reglamentación del libro genealógico. En 2014 la Diputación Provincial de Soria firmó un convenio de colaboración con ANCRO para la mejora y promoción de la raza, y para la creación de un rebaño de élite, ubicado en un campo agropecuario en San Esteban de Gormaz, formado por más de 350 reproductoras y propiedad de la diputación. Finalmente, en 2020 se aprobó el programa de cría.
La Junta de Castilla y León mantiene una línea de subvenciones para el fomento de las razas autóctonas de la comunidad, en las que se incluye la ojalada.

## Características

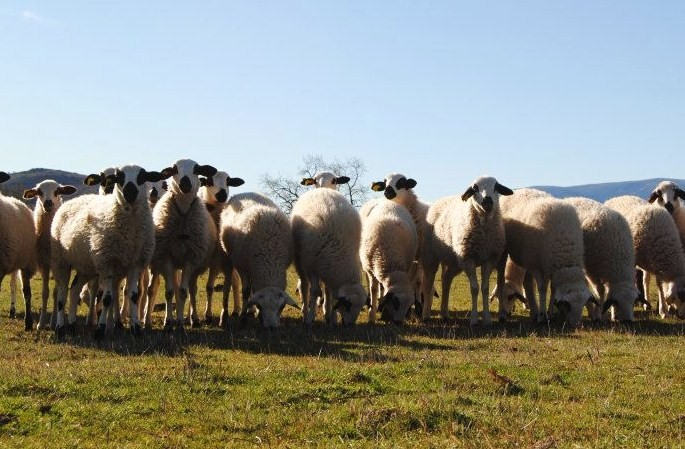
Rebaño de ovejas ojaladas pastando.

Se trata de animales de elevada rusticidad y sobriedad, ambientales y poco seleccionados. Son muy andadores y con gran adaptación a medios difíciles y resistencia a la escasez de alimentos, con una buena respuesta cuando las condiciones se vuelven favorables. Presentan una plástica subeumétrica, subconvexa y mediolínea, aunque algunos rebaños serranos tienen tendencia a la elipometría en el caso de las hembras, y al perfil convexo en los machos.
Se determinan variaciones morfológicas importantes, sobre todo en lo que se refiere al peso y tamaño. Esta circunstancia se debe a la influencia del medio y la topografía del terreno, distinguiéndose las serranas, con pesos de 35 kg en hembras adultas, de las camperas, que alcanzan los 40 y 50 kg. Por ello, el peso estándar de la raza está marcado en 80 kg para los machos y 50 kg para las hembras. Son ovinos de capa blanca, con coloración irregular en negro alrededor de los ojos, hocico, orejas y pezuñas, que llegan incluso a la vulva, perineo y mamas, sin guardar un patrón determinado. En cuanto a su lana, es entrefina blanca, y el vellón se extiende por el tronco y cuello, y llega hasta las rodillas y el corvejón; la cabeza está provista de pelo fino.

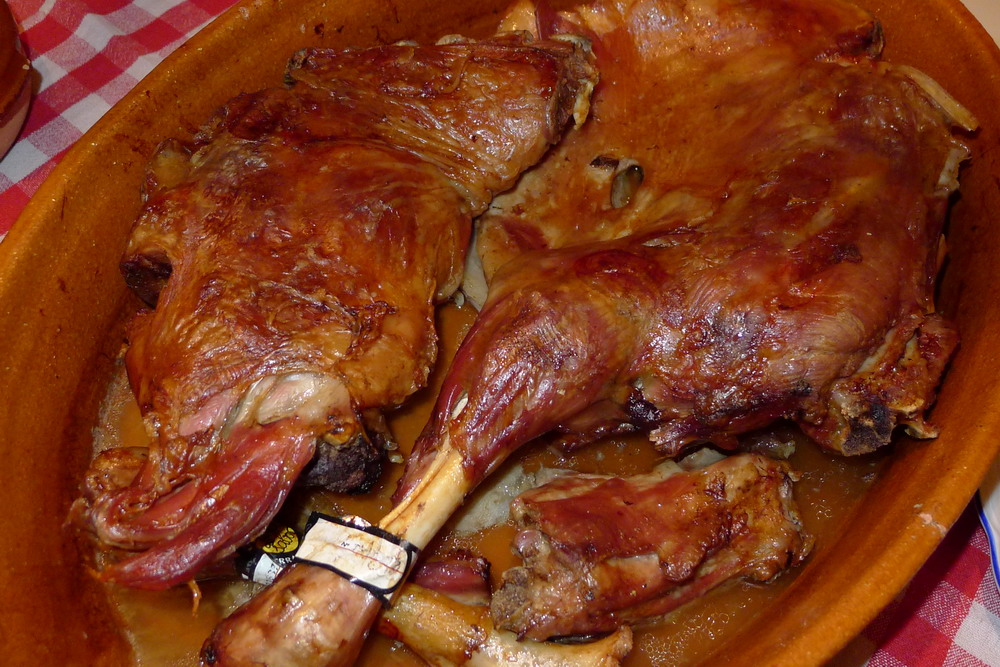
Cazuela de lechazo asado, la receta más tradicional que se emplea para su carne.

Su producción está destinada principalmente a la comercialización cárnica, bajo la marca Ojalada Soriana. Su carne está incluida desde 1997 en la IGP Lechazo de Castilla y León, junto con los corderos (en Castilla y León denominados lechazos) de las razas churra y castellana. Su carne tiene un color blanquecino rosado, de olor poco intenso y de sabor suave y agradable, debido a que son alimentados únicamente de leche materna. También se comercializa en su variedad de ternasco, de mayor peso que el lechazo, y cuya alimentación ha sido complementada hasta alcanzar una media de 22–24 kg en vivo, frente a los 10–11 kg en vivo que caracterizan al lechazo.
En lo que respecta a su leche, presenta una buena aptitud láctea, y en el momento del destete alcanza unas tasas productivas relativamente altas, pues en el periodo comprendido entre el parto y el destete se estiman 79 litros de media. Es ligeramente grasa, teniendo un 6,8 % de esta materia, un 4,38 % de proteína, un 5,11 % de lactosa y un 17,79 % de materia seca.

## Distribución
Se distribuye geográficamente por las provincias de Soria, Segovia y Salamanca, siendo la primera la que mayor número de ejemplares alberga. En Soria, es la raza mayoritaria de la provincia, y se localiza intermitentemente en buena parte de ella, aunque tiene mayor influencia en el sur, en la comarca de Pinares, en las Tierras del Burgo, en la comarca de Frentes y en la comarca de Almazán. Los límites de su área de dispersión se encuentran por el norte en los Picos de Urbión y las estriaciones de la Sierra de Cebollera; al Este con la Sierra del Almuerzo, el Campo de Gómara y la Tierra de Medinaceli; al Sur con la provincia de Guadalajara y al Oeste con las provincias de Burgos y Segovia.
También hubo un núcleo destacado en la Serranía de Guadalajara, en el partido judicial de Atienza, pero desde la década de 1980, la población fue intensamente blanqueada mediante el cruce sobre todo con ejemplares de alcarreña blanca y manchega blanca,[cita requerida] por lo que los actuales ejemplares no se pueden adscribir a la raza ojalada pura. La Junta de Castilla-La Mancha y el Ayuntamiento de Guadalajara iniciaron un programa de recuperación de algunas especies en el Zoológico de Guadalajara, entre las que está incluida la raza ovina ojalada.
Los datos censales recogidos de la raza comienzan a mediados del siglo XX, cuando se calculaban en 600 000 cabezas, aunque los primeros datos oficiales corresponden a 1970, y asignan a la raza un total de 308 065 cabezas, de las cuales 202 006 eran reproductoras de más de un año. En 1982 eran 316 617, en 1986 se contabilizaron 470 784 y en 1990 eran 137 776, incluyendo en todas las cifras tanto las cabezas de raza pura como las de mestizaje.  El libro genealógico se inició con 5000 reproductoras, y en 2017 se calculan en 7500 las cabezas censadas en el libro. Los últimos datos recogidos del libro en el Catálogo Oficial cifran en 11 578 las cabezas actuales, de las cuales 11 340 son hembras y 238 son machos. Los ejemplares se reparten en un total de 15 ganaderías de las provincias de Soria, Segovia y Salamanca, y se constata una tendencia evolutiva de la población.